# Вельяминов, Иван Васильевич (Щадра)
Иван Васильевич Вельяминов по прозвищу Щадра (? — 1552) — окольничий, затем боярин и воевода на службе московского князя Василия III и царя Ивана IV Грозного.
Старший сын В. Ф. Вельяминова, боярина удельного дмитровского князя Юрия Васильевича. Имел брата — тёзку по прозвищу Обляз.
Возможно в начале 1480-х годов присутствовал на суде великого князя Ивана Ивановича Молодого.
В 1491 году после ареста царского брата, удельного углицкого князя Андрея Васильевича Горяя был послан наместником в Углич. С мая 1495 по февраль 1505 с перерывами — наместник в Вязьме.
Во время русско-литовской войны 1500—1503 годов в 1500 году командовал передовым полком в походе к Путивлю. В 1503 году впервые назван окольничим.
В 1507 году возглавляет поход из Дорогобужа в Великое княжество Литовское.
В октябре 1509 года участвует в свите Василия в его походе на Новгород. В 1520 году получил чин боярина.
Умер в 1552 году. Имел детей Василия и Афанасия.